# Jeremias Sauter
Jeremias Johannes Sauter, auch Jeremias Saudter, (* 30. Dezember 1650 in Salzburg; † 9. November 1709 ebenda) war Hofuhrmacher des Salzburger Fürsterzbischofs Johann Ernst von Thun und Hohenstein. Er stellte das bekannte Salzburger Glockenspiel fertig.

## Leben
Sauter wurde am 30. Dezember 1650 im Salzburger Dom von Stadtkaplan Caspar Schwab auf den Namen Hieremias Joannis getauft. Sein Vater war der Uhrmacher Hans Sauter, seine Mutter Maria geb. Strobl. Jeremias tauchte schon 1674, mit 24 Jahren, im Salzburger Meisterbuch auf. Er wurde „Groß- und Klein-Hof-Uhrmacher“ des Salzburger Fürsterzbischofs Johann Ernst von Thun und Hohenstein. Persönliches ist von Jeremias Sauter darüber hinaus praktisch nicht bekannt. Auch nicht, ob er mit der aus der Schweiz stammenden Salzburger Chirurgenfamilie Sauter verwandt war. Eine Marmortafel an der Gartenmauer des Hauses Mönchsberg Nr. 6 in Salzburg erinnert jedoch an den Erwerb durch Jeremias Sauter im Jahr 1696. Sauter verstarb am 9. November 1709 und wurde am Friedhof von St. Peter begraben. Werkstattnachfolger war der Großuhrmacher Joseph Christoph Schmid.

## Werk

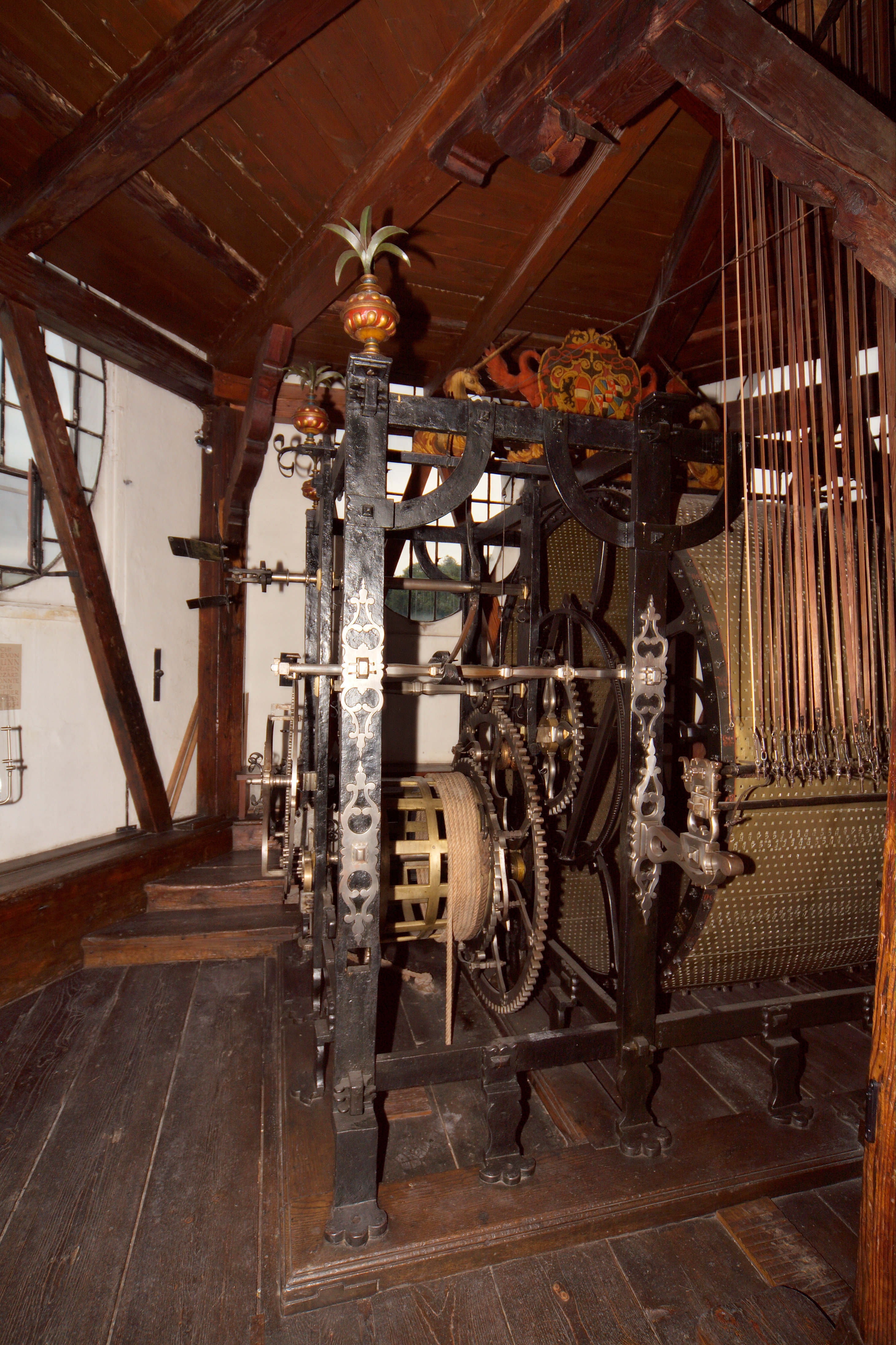
Werk des Salzburger Glockenspiels

### Das Salzburger Glockenspiel
Fürsterzbischof Johann Ernst Graf von Thun und Hohenstein hatte um 1695 von dem Antwerpener Glockengießer Melchior de Haze ein Glockenspiel aus 35 Glocken herstellen und liefern lassen. 1698 unternahm Sauter eine Reise in die Spanischen Niederlande, um sich über die Technik von Glockenspielen zu informieren. Am 6. März 1702 wurde Sauter vertraglich mit dem Bau des Glockenspiels beauftragt. Im Dezember 1703 vollendete er erfolgreich das Gehwerk, das bis 1969 dem Antrieb des Spielwerks diente. Seinen Lohn erhielt Sauter trotz ständiger Eingaben bei der erzbischöflichen Hofkammer und trotz Unterstützung durch das Stadtgericht erst im Juni 1705 vollständig ausbezahlt. Das barocke Werk des Salzburger Glockenspiels gilt als eine eigenständige Salzburger Arbeit, deren treibender Kopf Sauter war.

### Sonstige Werke
Von Jeremias Sauter sind einige Kleinuhren überliefert, einer Reiseuhr von 1688 befindet sich z. B. in der Kunst- und Wunderkammer im DomQuartier Salzburg. Sauter fertigte zudem die Turmuhren für folgende Kirchen im damaligen Erzstift Salzburg (auf denen in der Regel ein Löwe thronte, das Markenzeichen von Jeremias Sauter):
- 1683: Salzburger Domuhr (1000 fl.) und Wallfahrtskirche Maria Plain
- 1687: Pfarrkirche Berndorf
- 1685–1688: Erhardkirche in Nonntal (800 fl.)
- 1688: Pfarrkirche zum hl. Jakobus d. Ä. in Faistenau
- 1690: Pfarrkirche Köstendorf
- 1693: Pfarrkirche Anthering
- 1693: Burgkapelle Tittmoning, heute im Museum Rupertiwinkel[11]
- um 1699: Krankenhauskirche St. Johannes des St. Johanns-Spitals in Mühleck
- 1700: Wallfahrtskirche Maria im Mösel in Arnsdorf (161 fl.)[12]
- 1701: Pfarrkirche zum hl. Martin in Eugendorf (213 fl.)[13]
- 1707–1708: Wallfahrtskirche Maria Kirchental (250 fl.)